# Crouy-sur-Cosson
Crouy-sur-Cosson település Franciaországban, Loir-et-Cher megyében. Lakosainak száma 521 fő (2022. január 1.). Crouy-sur-Cosson Dhuizon, La Ferté-Saint-Cyr, Saint-Laurent-Nouan és Thoury községekkel határos.

## Népesség
A település népességének változása:
| Lakosok száma | 438  | 461  | 471  | 501  | 502  | 513  | 537  | 543  | 548  | 521  |
|               | 1968 | 1982 | 1990 | 2006 | 2013 | 2015 | 2017 | 2019 | 2020 | 2022 |